# ATP World Tour Finals 2010 – mužská dvouhra
Obhájcem titulu byl Rus Nikolaj Davyděnko, který se však na turnaj nekvalifikoval.
Titul si po třísetovém finále odnesla nasazená dvojka Švýcar Roger Federer, když ve střetu dvou nejvýše nasazených porazila Rafaela Nadala 6–3, 3–6 a 6–1. Pro Rogera to byl pátý titul z tohoto turnaje, čímž vyrovnal rekord Ivana Lendla a Peta Samprase. Tímto triumfem se také stal po Rumunovi Ilie Năstasovi druhým nejstarším šampionem Turnaje mistrů.
Za celý turnaj ztratil Federer pouze jeden set, a to ve finále proti Nadalovi. Proti němuž potvrdil skvělé výsledky, když ho porazil i potřetí z jejich třech vzájemných utkání na tomto turnaji, navíc tak ukončil sérii šesti prohraných vzájemných zápasů.
| „                                         | Hrál jsi neuvěřitelně, skvěle odvedená práce | “ |
| — Nadal při vyhlášení směrem k Federerovi |                                              |   |

## Nasazení hráčů
1. Rafael Nadal (finále, 1 000 bodů, 860 000 USD)
2. Roger Federer (vítěz, 1 500 bodů, 1 630 000 USD)
3. Novak Djoković (semifinále, 400 bodů, 360 000 USD)
4. Robin Söderling (základní skupina, 200 bodů, 240 000 USD)
5. Andy Murray (semifinále, 400 bodů, 360 000 USD)
6. Tomáš Berdych (základní skupina, 200 bodů, 240 000 USD)
7. David Ferrer (základní skupina, 0 bodů, 120 000 USD)
8. Andy Roddick (základní skupina, 0 bodů, 120 000 USD)

## Náhradníci
1. Fernando Verdasco
2. Michail Južnyj

## Soutěž
| Legenda                                                       |                                                                        |                                                   |
| - Q – kvalifikant - WC – divoká karta - LL – šťastný poražený | - Alt – náhradník - SE – zvláštní výjimka - PR/SR – žebříčková ochrana | - w/o – bez boje - r – skreč - d – diskvalifikace |

### Finálová fáze
|  | Semifinále | Semifinále    | Semifinále    | Semifinále | Semifinále |   |                | Finále       | Finále | Finále | Finále | Finále |
|  |            |               |               |            |            |   |                |              |        |        |        |        |
|  | 1          | Rafael Nadal  | 7             | 3          | 78         |   |                |              |        |        |        |        |
|  | 5          | Andy Murray   | 65            | 6          | 6          |   |                |              |        |        |        |        |
|  | 5          | Andy Murray   | 65            | 6          | 6          |   | 1              | Rafael Nadal | 3      | 6      | 1      |        |
|  |            |               |               |            |            |   | 1              | Rafael Nadal | 3      | 6      | 1      |        |
|  |            | 2             | Roger Federer | 6          | 3          | 6 |                |              |        |        |        |        |
|  | 3          | 2             | Roger Federer | 6          | 3          | 6 | Novak Djoković | 1            | 4      |        |        |        |
|  | 3          |               |               |            |            |   | Novak Djoković | 1            | 4      |        |        |        |
|  | 5          | Roger Federer | 6             | 6          |            |   |                |              |        |        |        |        |

### Skupina A
|    |                | Nadal              | Djoković | Berdych       | Roddick            | Zápasy V/P | Sety V/P     | Hry V/P        | Pořadí |
| 1. | Rafael Nadal   |                    | 7–5, 6–2 | 7–6(7–3), 6–1 | 3–6, 7–6(7–5), 6–4 | 3–0        | 6–1 (85,7 %) | 42–30 (58,3 %) | 1.     |
| 3. | Novak Djoković | 5–7, 2–6           |          | 6–3, 6–3      | 6–2, 6–3           | 2–1        | 4–2 (66,7 %) | 31–23 (57,4 %) | 2.     |
| 6. | Tomáš Berdych  | 6–7(3–7), 1–6      | 3–6, 3–6 |               | 7–5, 6–3           | 1–2        | 2–4 (33,3 %) | 26–33 (44,1 %) | 3.     |
| 8. | Andy Roddick   | 6–3, 6–7(5–7), 4–6 | 2–6, 3–6 | 5–7, 3–6      |                    | 0–3        | 1–6 (14,3 %) | 29–41 (41,4 %) | 4.     |

Pořadí bylo určeno na základě následujících kritérií: 1) počet vyhraných utkání; 2) počet odehraných utkání; 3) vzájemný poměr utkání u dvou hráčů se stejným počtem výher; 4) procento vyhraných setů, procento vyhraných her u třech hráčů se stejným počtem výher; 5) rozhodnutí řídící komise.

### Skupina B
|    |                 | Federer       | Söderling     | Murray   | Ferrer   | Zápasy V/P | Sety V/P      | Hry V/P        | Pořadí |
| 2. | Roger Federer   |               | 7–6(7–5), 6–3 | 6–4, 6–2 | 6–1, 6–4 | 3–0        | 6–0 (100,0 %) | 37–20 (64,9 %) | 1.     |
| 3. | Robin Söderling | 6–7(5–7), 3–6 |               | 2–6, 4–6 | 7–5, 7–5 | 1–2        | 2–4 (33,3 %)  | 29–35 (45,3 %) | 3.     |
| 5. | Andy Murray     | 4–6, 2–6      | 6–2, 6–4      |          | 6–2, 6–2 | 2–1        | 4–2 (66,7 %)  | 30–22 (57,7 %) | 2.     |
| 7. | David Ferrer    | 1–6, 4–6      | 5–7, 5–7      | 2–6, 2–6 |          | 0–3        | 0–6 (0,0 %)   | 19–38 (33,3 %) | 4.     |

Pořadí bylo určeno na základě následujících kritérií: 1) počet vyhraných utkání; 2) počet odehraných utkání; 3) vzájemný poměr utkání u dvou hráčů se stejným počtem výher; 4) procento vyhraných setů, procento vyhraných her u třech hráčů se stejným počtem výher; 5) rozhodnutí řídící komise.